# Puente de los Nueve Arcos
El puente de los Nueve Arcos (en húngaro: kilenclyukú híd, palabra que significa "puente de nueve agujeros") es un puente de arco situado en la Gran Llanura del Norte, en Hungría. Se considera el símbolo más importante del parque nacional de Hortobágy, zona declarada Patrimonio de la Humanidad desde 1999. Es el puente de carretera más largo construido en piedra en el Reino de Hungría antes de la Primera Guerra Mundial. Fue construido entre 1827 y 1833 en estilo neoclásico.
La distancia entre los dos pilares a cada lado del río es de 92,13 metros, mientras que la longitud total es de 167,3 metros. El puente tiene una entrada más ancha a cada lado. Esto hace que sea más fácil para el cuidador introducir sus animales en la abertura en forma de embudo.
El predecesor del puente de los Nueve Arco, una estructura de madera construida en 1697, se había deteriorado con el tiempo debido al tráfico pesado y ya no estaba a la altura de lo esperado. Las reparaciones eran cada vez más frecuentes y el mantenimiento cada vez más caro. En 1825, la cercana ciudad de Debrecen decidió desmantelar el puente de madera y construir un nuevo puente de piedra. Después de examinar varios proyectos de puentes, se aceptó el de Ferenc Povolny. La construcción del puente duró desde 1827 hasta 1833, y luego se desmanteló el puente de madera.

## Galería

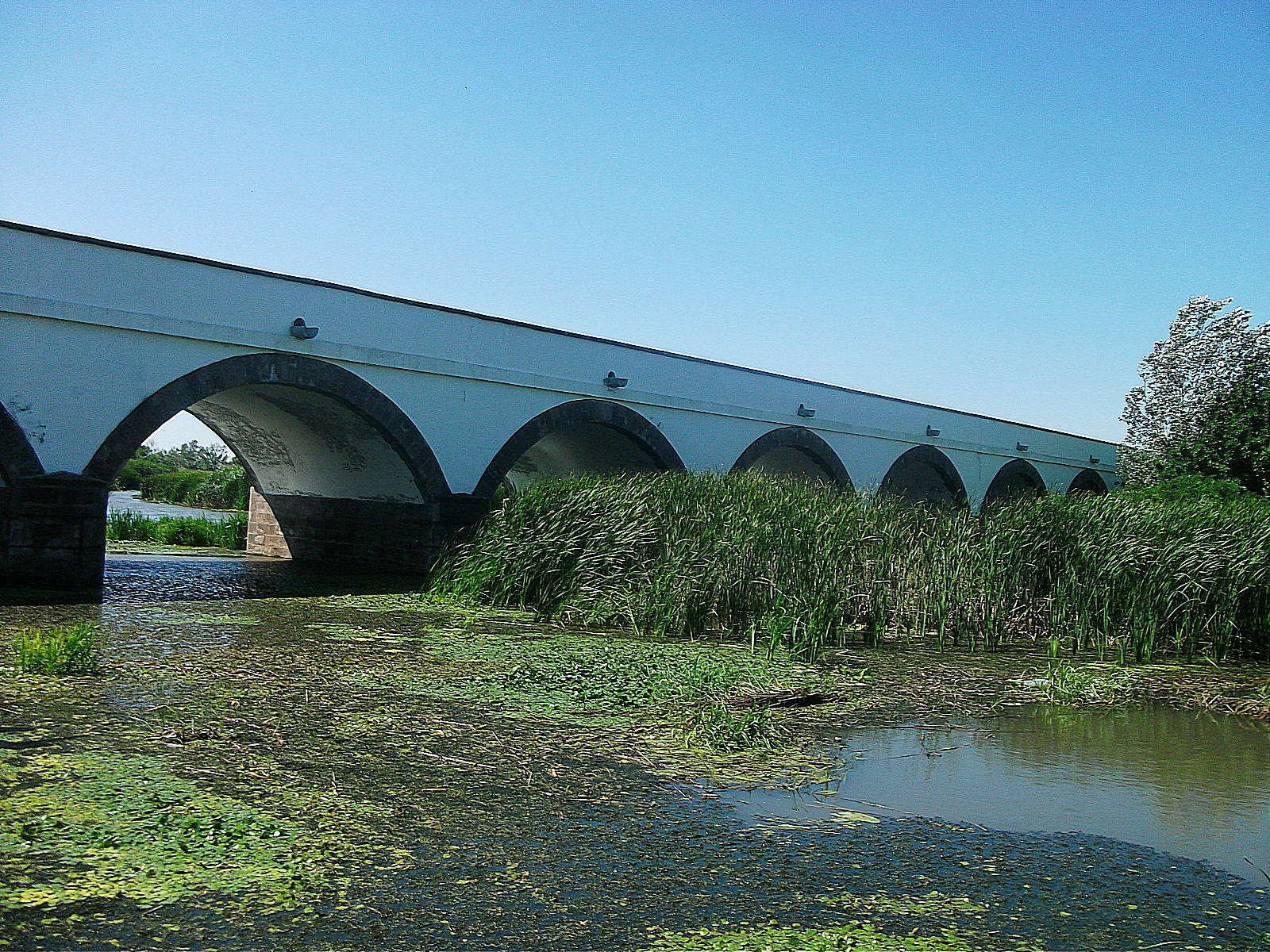
El río debajo de los arcos
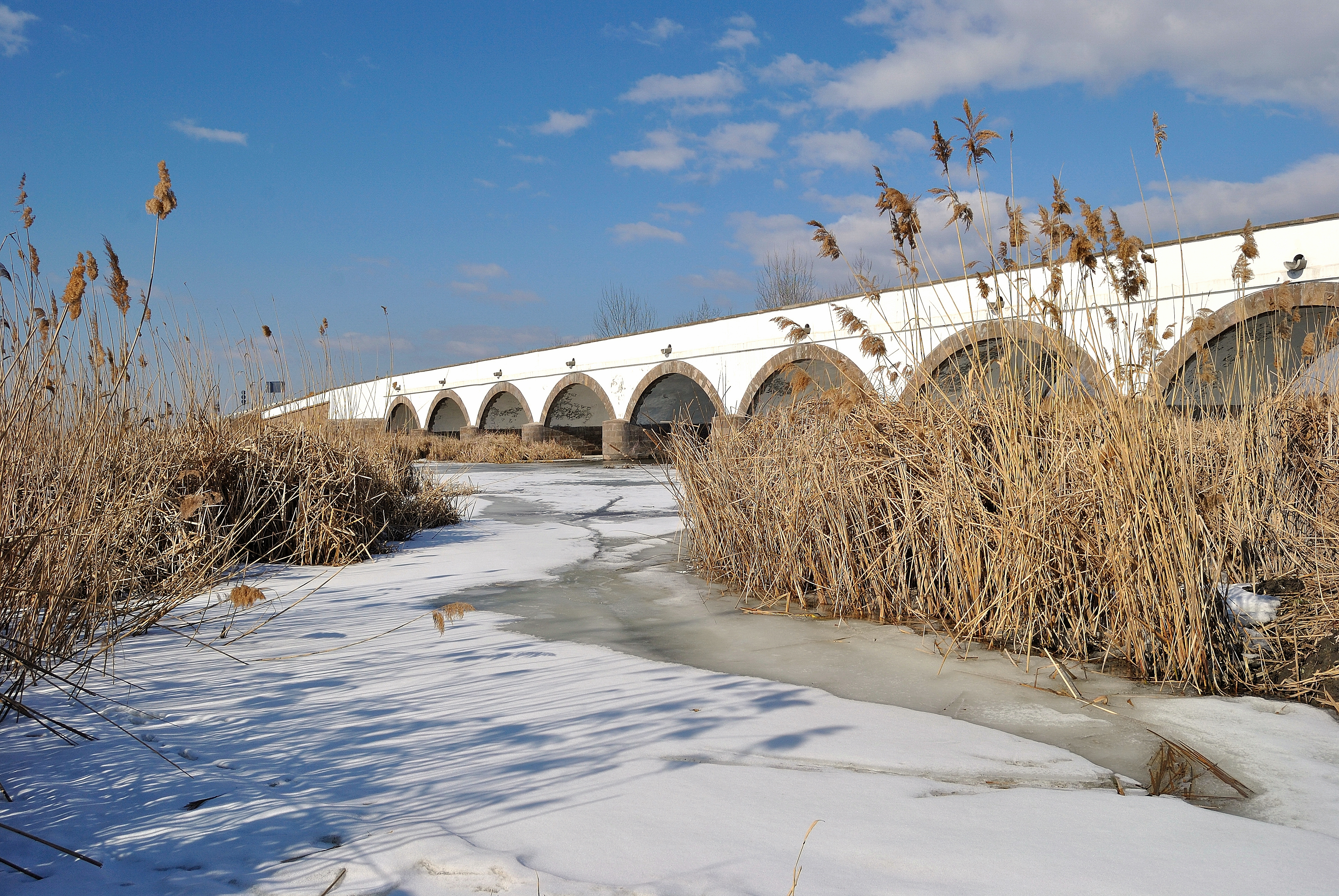
En invierno
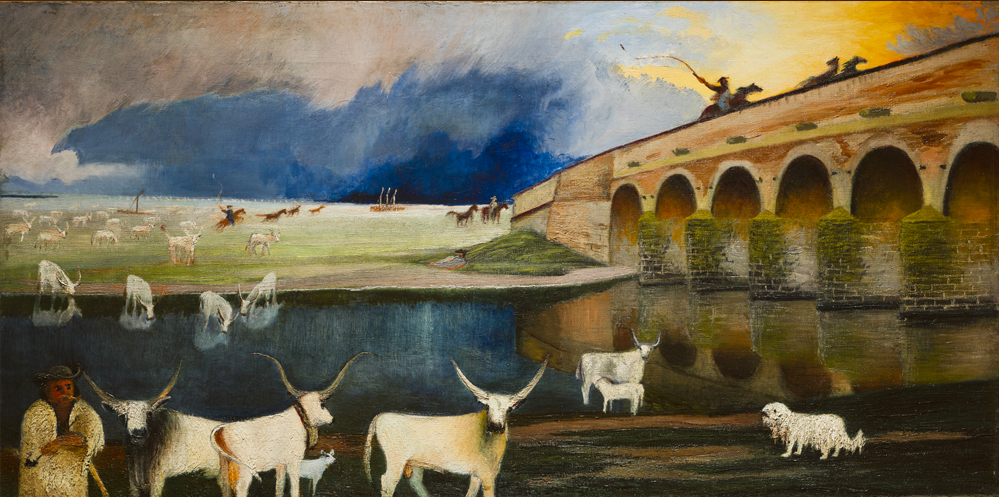
Tivadar Kosztka Csontváry: Tormenta sobre el Hortobágy (1903)